# Bellanca CH-400 Skyrocket
Die Bellanca CH-400 Skyrocket ist ein sechssitziges Kleinflugzeug, das in den 1930er Jahren als Nachfolger der CH-300 Pacemaker vom US-amerikanischen Hersteller Bellanca Aircraft Company gebaut wurde. Die Konstruktion der CH-300 wurde beibehalten und mit einem leistungsfähigeren Triebwerk – einem Pratt & Whitney Wasp – ausgerüstet. Drei Exemplare wurden von der US Navy gekauft. Zwei davon wurden für die Erforschung des Flugfunks verwendet und eins wurde vom United States Marine Corps als Rettungsflugzeug eingesetzt. Dafür wurden zwei Krankenliegen eingebaut. Mit Detailänderungen und einem stärkeren Wasp mit 450 PS (331 kW) war das Flugzeug auch in einer Deluxeversion für Privatpiloten erhältlich. Zwei Maschinen wurden von der Regierung des Dominion Neufundland gekauft, von denen eine später in private Hände gegeben wurde.

## Varianten
CH-400Sechssitziges Universalflugzeug, angetrieben von einem Wasp-Sternmotor des Herstellers Pratt & Whitney
XRE-1Maschine für die Erforschung des Flugfunks, stationiert auf der Navybasis Anacostia.
XRE-2Maschine der US Navy
XRE-3Umgebaut zum Rettungsflugzeug mit zwei Krankenliegen, eingesetzt vom United States Marine Corps.

## Militärische Betreiber
Vereinigte Staaten
- United States Marine Corps
- United States Navy

## Technische Daten
| Besatzung             | 1                   |
| Passagiere            | 5                   |
| Länge                 | 27,8 ft (8,5 m)     |
| Spannweite            | 46,3 ft (14,1 m)    |
| Höhe                  | 8,3 ft (2,5 m)      |
| Flügelfläche          | 273 ft² (25,4 m²)   |
| Leermasse             | 2.592 lb (1.176 kg) |
| max. Startmasse       | 4.600 lb (2.087 kg) |
| Höchstgeschwindigkeit | 155 mph (249 km/h)  |
| Reisegeschwindigkeit  | 130 mph (209 km/h)  |
| Steigrate             | 1,250 ft/min        |
| Reichweite            | 750 mi (1.207 km)   |
| Dienstgipfelhöhe      | 20.000 ft (6.096 m) |